# Altgandersheim
Altgandersheim ist ein Stadtteil im niedersächsischen Bad Gandersheim im Landkreis Northeim.

## Lage
Altgandersheim liegt etwa 5 km nördlich von Bad Gandersheim. Das Dorf liegt in der Hügellandschaft Heberbörde und ist traditioneller Mittelpunkt dieser Region. Durch Altgandersheim fließt zudem die Gande, die auf einer Länge von etwa 20 km das Landschaftsbild Südniedersachsens prägt.

## Geschichte
Altgandersheim war im Jahre 852 der Stammsitz der Liudolfinger.
Im Dezember 1816 erhielt der Ort eine eigene Kirche. Die evangelisch-lutherische Kirchengemeinde ist heute pfarramtlich mit der in Kirchberg (Seesen) verbunden und gehört zur braunschweigischen Landeskirche. Altgandersheim hatte seit 1892 eine Postagentur. Zuständig war der Postagent Wilhelm Knackstedt (1892–1916).
Am 1. März 1974 wurde Altgandersheim in die Stadt Bad Gandersheim eingegliedert.

## Politik
Gemäß der Hauptsatzung von Bad Gandersheim werden die Ortsteile der Stadt jeweils durch einen Ortsvorsteher vertreten. Aktuell ist Jonas Schnute in dieser Funktion. Ortsbrandmeister der Freiwilligen Feuerwehr Altgandersheim ist Peter Schnute.

## Wappen
Das Ortswappen der Gemeinde Altgandersheim zeigt: In Blau ein schrägrechter Gladius in himmelblau, unterhalb und oberhalb drei Lilien in Gold.

## Wirtschaft
In Altgandersheim befindet sich ein Werk der Westfälische Drahtindustrie GmbH. Weiterhin ein Hersteller von Sanitär- und Reinräumen. Erwähnenswert sind noch ein überregional bekanntes Landgasthaus sowie ein Landmaschinenhändler. Eingesessen ist ein Imker – „mit 1,5 Millionen Arbeiterinnen einer der größten Arbeitgeber der Region“.